# Winfried Bruckner
Winfried Bruckner (n. 15 iulie 1937, Krems, Austria Inferioară, Austria – d. 27 iunie 2003, Leopoldsdorf⁠(d), Austria Inferioară, Austria) a fost un scriitor austriac. A scris literatură științifico-fantastică și pentru copii și tineret. Winfried Bruckner a fost unul dintre oficialii Österreichischer Gewerkschaftsbund (ÖGB), cu sensul de Confederației Sindicatelor din Austria.

## Biografie
Winfried Bruckner și-a început activitatea jurnalistică în 1955 la revista de tineret ÖGB Der Jugendliche Arbeiter și a fost redactor-șef al succesoarei acestei reviste, Hallo!. A studiat psihologia și jurnalism. Din 1966 până în 1997 a fost redactor-șef al revistei membre ÖGB Solidaritatea.  În plus, Winfried Bruckner a fost din 1991 purtătorul de cuvânt al președintelui ÖGB Fritz Verzetnitsch și, de asemenea, șeful departamentului de relații publice ÖGB. Din 1974 până în 1999 a fost membru reprezentant al asociației ORF, iar între 1980 și 1989 a fost membru al consiliului de administrație al ORF. În 1998, el a primit premiul Johann Böhm pentru mulți ani de implicare în mișcarea sindicală.
Bruckner a scris un număr mare de cărți pentru copii, care au fost, de asemenea, adaptate pentru film sau teatru. A fost autor la editura Jungbrunnen (Verlag Jungbrunnen).
Cartea frecvent publicată Die toten Engel (prima ediție: Viena 1963) este despre Revolta din Varșovia. 
Bruckner a primit în 1965 Premiul austriac pentru literatură pentru copii și tineri pentru cartea Die Pfoten des Feuers.

## Lucrări scrise
Winfried Bruckner a scris Die toten Engel (cu sensul de Îngerii morți, 1963), Nur zwei Roboter (1963), Die Pfoten des Feuers (1965), Die gelben Löwen von Rom (1964),  Der grosse Prozess (1964),  Das Wolkenschiff (1966),  Aschenschmetterlinge (1967),  Sieben Tage lang (1968),  Die langen Tage (1968),  Der traurige Sheriff (1969),  11 schwarze Schneemänner (1969),  Spuren ins All : Science Fiction. Das seltsame Fremde (1970),  Der Schrei : Dokumentation über d. Menschenrechte (1970),  Die unbesiegbaren Frösche (1971), Tötet ihn : utop.-techn. Roman (1972),  Superfrosch und der Fall des schlaflosen Siebenschläfers (1973),  Das Haus der Löwen (1973),  Das grüne Klassenpferd (1973),  Räubergold (1979) și  Damals war ich vierzehn : Berichte und Erinnerungen (1978). Cele mai multe cărți au fost publicate de editura Jungbrunnen din Viena. Nur zwei Roboter (1963) a fost tradus în 1964 în limba engleză ca The Hour of the Robots de către  Frances Lobb.

## Legături externe
- de Winfried Bruckner în Catalogul Bibliotecii Naționale a Germaniei (Informații despre Winfried Bruckner • PICA • Căutare pe site-ul Apper)
- Lucrări de sau despre Winfried Bruckner în biblioteci (catalog WorldCat)

## Vezi și
- Științifico-fantasticul în Austria